# Heilig Hartbeeld (Zuidbuurt)
Het Heilig Hartbeeld is een standbeeld in de Nederlandse buurtschap Zuidbuurt, onder Zoeterwoude, in de provincie Zuid-Holland.

## Achtergrond
Het Heilig Hartbeeld is geplaatst bij de pastorie van Sint-Jan Onthoofdingkerk en opgericht ter gelegenheid van het 300-jarig bestaan van de parochie in 1929.  Het beeld werd gemaakt in het Haarlemse atelier J.P. Maas & Zonen.

## Beschrijving
Het beeld toont een staande, gekroonde Christusfiguur, gekleed in een lang, gedrapeerd gewaad en omhangen met een mantel. Hij houdt zijn rechterhand zegenend geheven en wijst met zijn linkerhand naar het Heilig Hart op zijn borst. In beide handen zijn de stigmata zichtbaar.
Christus staat op een taps toelopende sokkel, met opschrift "Regi saeculorum" (Koning der eeuwen). Aan de voorzijde is een plaquette geplaatst met de tekst: 

HART VAN JESUS
KONING
EN
MIDDELPUNT
ALLER HARTEN
ONTFERM U
OVER ONS